# Mùa bão khu vực Úc 2023–24
Mùa bão khu vực Úc 2023–24 là khoảng thời gian trong năm khi hầu hết các cơn xoáy thuận nhiệt đới và cận nhiệt đới hình thành ở phía nam của Ấn Độ Dương và Thái Bình Dương giữa 90°Đ và 160°Đ. Mùa bão chính thức bắt đầu vào ngày 26 tháng 7 năm 2023 và kết thúc vào ngày 2 tháng 5 năm 2024; tuy nhiên, một cơn xoáy thuận nhiệt đới có thể hình thành bất cứ lúc nào trong khoảng thời gian từ ngày 1 tháng 7 năm 2023 đến ngày 30 tháng 6 năm 2024 và sẽ được tính vào tổng mùa. Trong mùa, các cơn xoáy thuận nhiệt đới sẽ được theo dõi chính thức bởi Cục Khí tượng Úc (BoM), Cơ quan Khí hậu và Địa vật lý Indonesia (BMKG) và Dịch vụ Thời tiết Quốc gia Papua New Guinea. Trung tâm Cảnh báo bão Liên hợp (JTWC) và các cơ quan khác như Dịch vụ Khí tượng thủy văn (FMS), Dịch vụ Khí tượng của New Zealand (MetService) và Météo-France tại La Réunion, cũng sẽ giám sát, theo dõi các khu vực của họ trong mùa.
Phạm vi bài viết này đề cập đến xoáy thuận nhiệt đới ở khu vực Úc. Các loại xoáy khác như xoáy thuận ngoại nhiệt đới, xoáy nghịch, polar low, polar high,... không đề cập đến trong bài viết này.

## Danh sách bão

### Bão Jasper
Cơn bão đã gây ra mưa rất to, tổng lượng mưa 2.252 mm (88,7 in) tại Bairds gần sông Daintree. Đây là cơn bão gây ra lượng mưa kỉ lục tại Úc, vượt qua kỉ lục trước đó của Bão Peter năm 1979.  Thiệt hại do bão Jasper là 1 tỷ đô la Úc (675 triệu đô la Mỹ).

### Vùng áp thấp nhiệt đới 03U
Vùng áp thấp kết hợp với gió mùa mùa hè đã gây ra một đợt mưa lớn trên diện rộng tại Lãnh thổ Bắc Úc, BoM đưa ra cảnh báo và cảnh báo lũ lụt trên khắp "Top End" (khu vực địa lý bao gồm phần cực bắc của Lãnh thổ Bắc Úc, không bao gồm Bán đảo Cape York là cực Bắc của Úc) và miền Trung Lãnh thổ Bắc Úc  Tại Wadeye ghi nhận được tổng lượng mưa 661 mm.

### Bão Lincoln
Không có trạm khí tượng nào nằm gần tâm bão khi nó đổ bộ. Gió do bão mạnh nhất ghi nhận được là 66 km/h giật 85 km/h (cấp 8 giật cấp 9) tại đảo Trung Tâm. Cường độ mạnh nhất của bão là cấp 9 giật cấp 12, ước tính này là ước tính Dvorak kết hợp với quan trắc gió mạnh của máy đo tán xạ trên vệ tinh (ASCAT).

## Tên bão

### Cục khí tượng Úc (BoM)
| - Jasper - Kirrily - Lincoln - Megan - Neville - Olga | - Paul - Robyn (chưa sử dụng) - Sean (chưa sử dụng) - Taliah (chưa sử dụng) - Vince (chưa sử dụng) - Zelia (chưa sử dụng) |

### TCWC Jakarta
| - Anggrek - Bakung (chưa sử dụng) | - Cempaka (chưa sử dụng) - Dahlia (chưa sử dụng) | - Flamboyan (chưa sử dụng) - Lili (chưa sử dụng) |

### TCWC Port Moresby
| - Hibu (chưa sử dụng) - Ila (chưa sử dụng) - Kama (chưa sử dụng) - Lobu (chưa sử dụng) - Maila (chưa sử dụng) | - Alu (chưa sử dụng) - Buri (chưa sử dụng) - Dodo (chưa sử dụng) - Emau (chưa sử dụng) - Fere (chưa sử dụng) |